# Mont-Royal
Mont-Royal è un comune del Canada, situato nella provincia del Québec, nella regione di Montréal.

## Galleria d'immagini

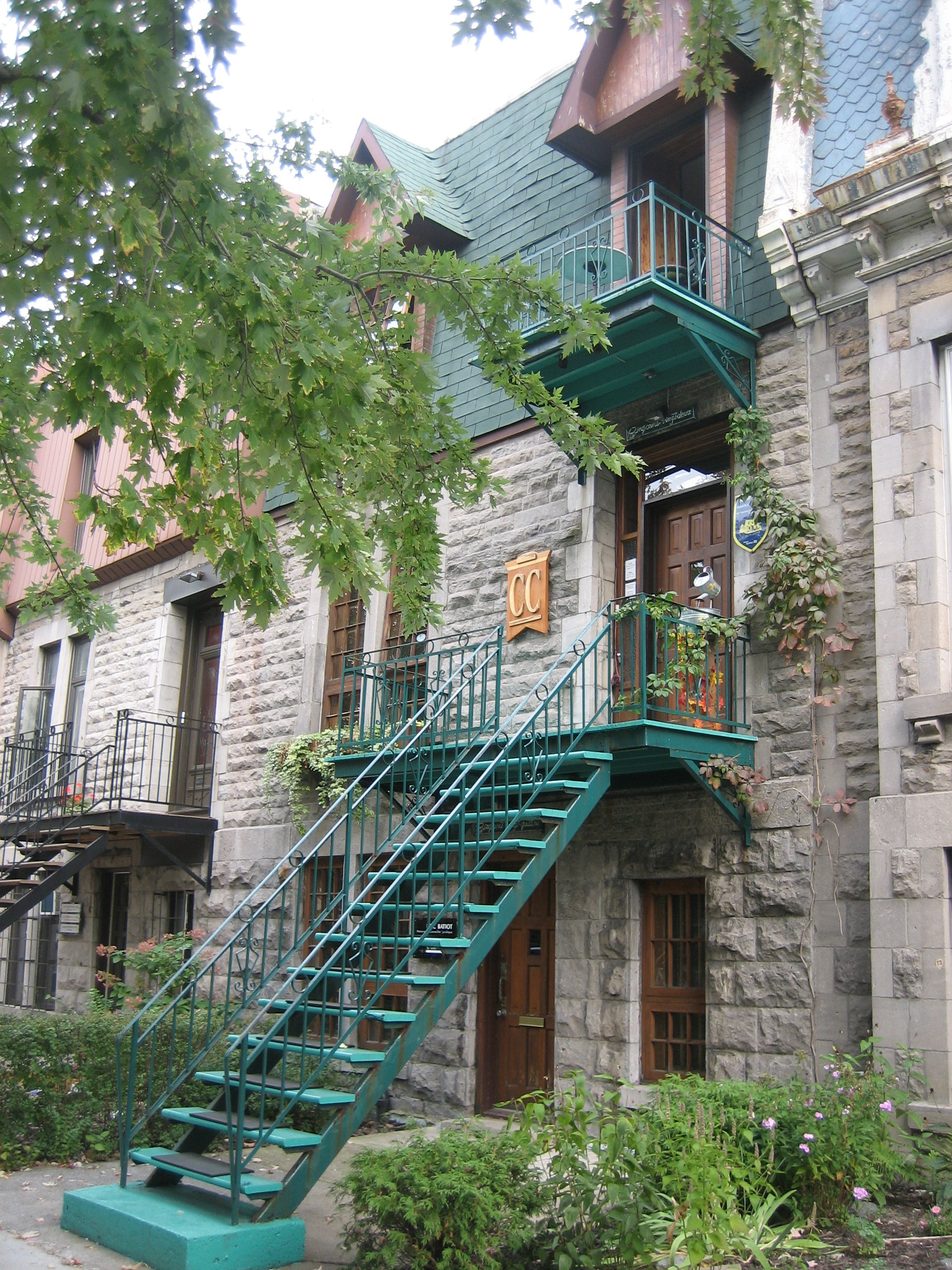
Una via di Mont Royal
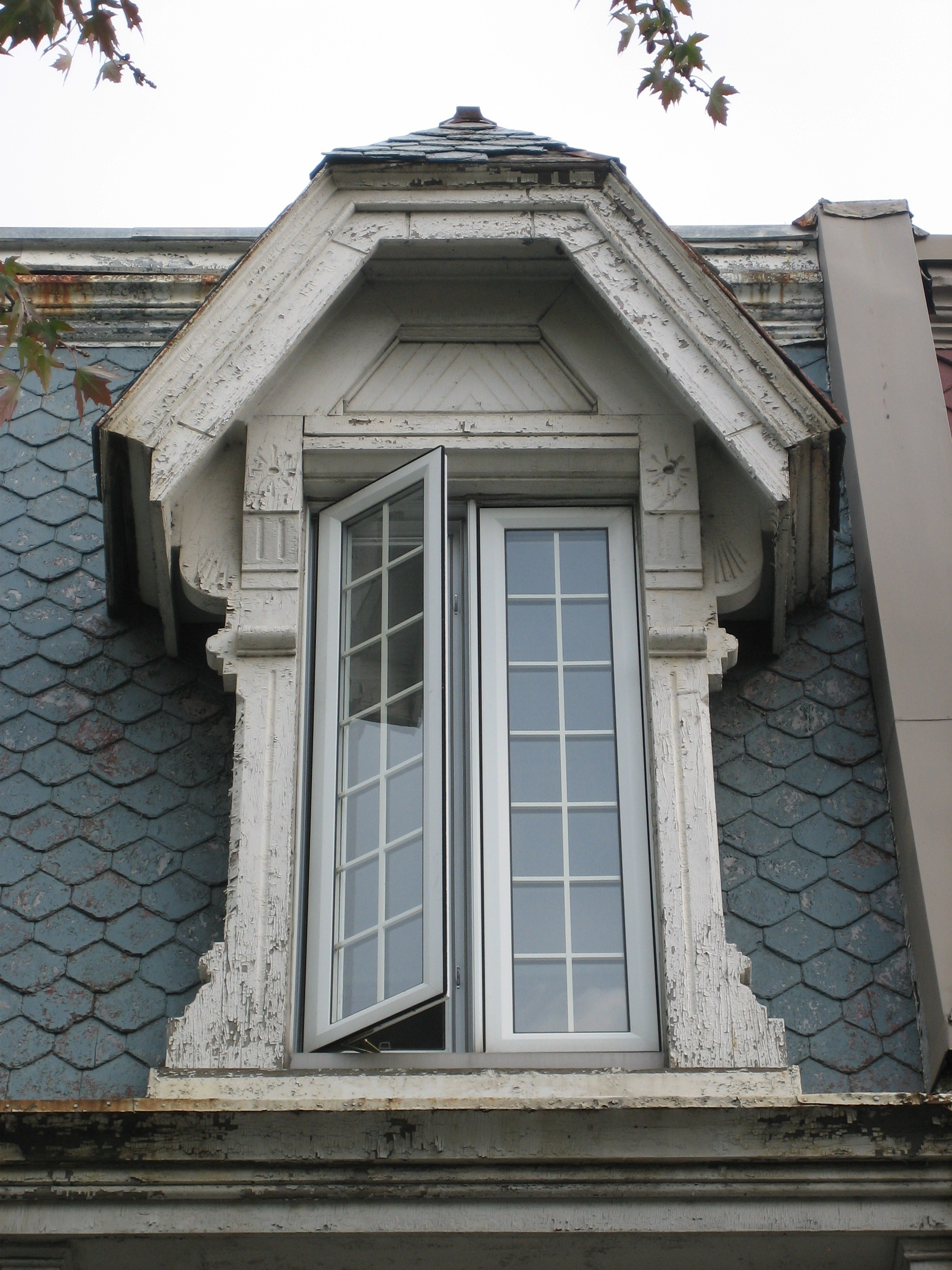
Finestra di una casa di Mont Royal